# ユニオン駅 (ナッシュビル)

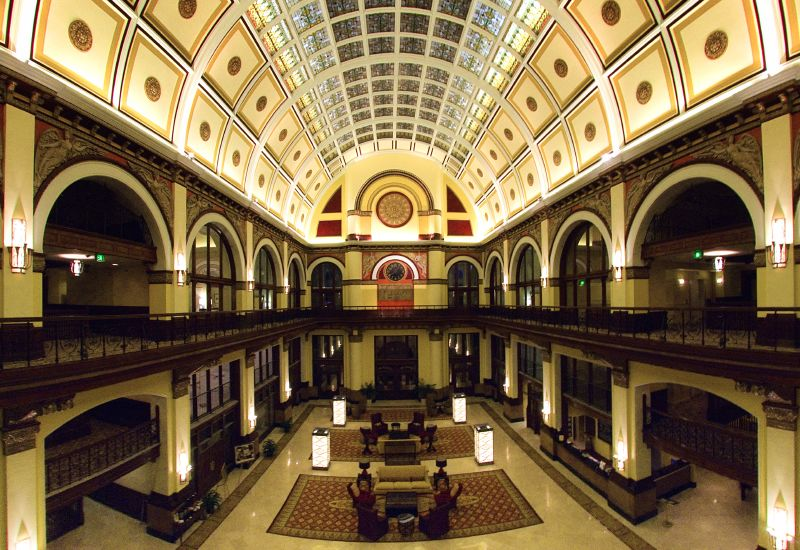
ホテルのロビー

ユニオン駅（Union Station）は、アメリカ合衆国テネシー州ナッシュビルにある歴史的建築物。1900年に鉄道駅として開業したが、現在はホテルとして機能している。ダウンタウンのすぐ西に位置している。

## 歴史および建築
この駅はヴィクトリア・ロマネスク・リヴァイヴァル建築の様式で高い城のような建物である。タワーには元々初期の機械デジタル時計が設置されていたが、第二次世界大戦の間フランス製の絹の駆動ベルトが使用できず、伝統的なアナログ時計に置き換えられた。当時タワーの頭頂部にはローマ神話のマーキュリーの銅像が設置されていたが、1951年、暴風で倒壊した。1935年、駅東側に郵便局のナッシュビル本局が完成した。通路で繋がっており、以降30年以上、列車での郵便の往来を行なっていた。
何万人もの米軍兵や米国慰問協会への郵便のため、第二次世界大戦時にピークを迎えた。しかしアメリカ国内の旅客鉄道の下降に伴い、短期間で下降していった。1960年代までには1日に数本のみが通るだけとなった。多くの場所がロープをはられて通行禁止となり、建物内のあちこちに鳩が住み着くようになった。1971年、アムトラックは徐々にフロリディアン号の南北の終着点を縮めていった。1979年10月、この路線が廃止されると駅全体が閉鎖された。
何年も再建のめどが立たず、駅はアメリカ合衆国連邦政府一般調達局に差し押さえられた。アメリカ合衆国国家歴史登録財に登録され、メインの駅ビルの保存は含まない再建計画を断固として拒否する多くのナッシュビル市民に多大なる感銘を与えた。1980年代初頭、投資家グループが駅を改修して豪華なホテルに生まれ変わらせる計画を立て、了承された。
ハイイールド債が使われたが、平均の1泊の室料が135ドルで室数の9割が埋まらないと利払いされないシビアなものであった。1980年代のナッシュビルのホテル市場において大変厳しいものであり、当初の投資家たちはすぐに倒産を覚悟した。危惧は現実的になったが、このホテルを買い取った新たな投資家グループは室料および占有率を低くしたため利益を生んだ。1990年代中期までにタワーの頭頂部のマーキュリーを復元し、二次元のトロンプ・ルイユのスタイルでオリジナルのマーキュリーを再現した。1998年、このマーキュリーはナッシュビルのダウンタウンで起こった竜巻のため崩壊したが、すぐに復元された。
巨大な列車庫が駅ビルに隣接しており、現代のホテルとして使用するには問題であった。周囲の道路の高さを上げたり、ファーマーズ・マーケットを設置するなどの案があがったがどれも実現しなかった。2000年終盤、列車庫は火事で倒壊したため現存しない。この設計は詳細に記録された。